# Acronicta aethiopica
Acronicta aethiopica är en fjärilsart som beskrevs av Krul. Acronicta aethiopica ingår i släktet Acronicta och familjen nattflyn. Inga underarter finns listade i Catalogue of Life.